# Bob Gansler
Robert „Bob” Gansler (ur. 1 lipca 1941 w Mucsi na Węgrzech) − były amerykański piłkarz oraz trener piłkarski, pochodzenia węgierskiego. Selekcjoner reprezentacji narodowej Stanów Zjednoczonych podczas Mistrzostw Świata 1990.

## Kariera
Jako zawodnik, Gansler grywał na pozycji obrońcy, w okręgowym klubie z Chicago – Spurs. W 1968 przeszedł do Mustangs. W 1963 zadebiutował w reprezentacji Stanów Zjednoczonych. W ciągu sześciu lat (1963–1969) wystąpił w reprezentacji 25-krotnie. Był kapitanem drużyny „Jankesów” podczas letnich igrzysk olimpijskich 1964 w Tokio i w 1968 w Meksyku oraz podczas igrzysk panamerykańskich w roku 1967. Dla reprezentacji nigdy nie zdobył bramki.
Jako trener Gansler zadebiutował w 1979. W tymże roku otrzymał reprezentację Stanów Zjednoczonych do lat 19, w której był selekcjonerem przez trzy lata. W 1984 rozpoczął prowadzić drużynę w NCAA – Milwaukee Panthers. Kolejno pod jego ramię trafiła reprezentacja Stanów Zjednoczonych do lat 20, z którą uzyskał awans na Młodzieżowe Mistrzostwa Świata w Piłce Nożnej 1989 w Arabii Saudyjskiej i z którą podczas tych mistrzostw osiągnął czwarte miejsce.
W 1989 został trenerem seniorskiej drużyny Stanów Zjednoczonych, zastępując na tym stanowisku Lothara Osiandera. W 1990 wraz z drużyną seniorów wywalczył awans (pierwszy od roku 1950) na Mundial 1990, który odbywał się we Włoszech. Na tych mistrzostwach, Stany zajęły ostatnie miejsce w grupie, przegrywając wszystkie spotkania i nie awansując do następnej fazy. Po zakończeniu prowadzenia seniorskiej reprezentacji USA, zostawał kolejno selekcjonerem amerykańskich klubów: Milwaukee Rampage i Kansas City Wizards, z którym sięgnął po MLS Cup w 2000 oraz zdobył US Open Cup w 2004. W roku 2007 został asystentem trenera Mo Johnston'a w klubie Toronto FC.

## Osiągnięcia
- Awans na Mistrzostwa Świata 1990 (jako trener)
- Nagroda Walta Chyzowych’a (2000[4])
- Trener roku MLS (2000)
- MLS Supporters' Shield (2000)
- Puchar MLS (2000)
- Milwaukee Rampage Hall of Fame (wprowadzony w 2002)
- United Soccer Leagues Hall of Fame (wprowadzony w 2002)
- US Open Cup (2004)
- Sporting Kansas City Sporting Legends (wprowadzony w 2013[5])